# Liste d'égyptologues par nationalité
Cette liste recense des égyptologues, classés par nationalité.
- Haut – A
- B
- C
- D
- E
- F
- G
- H
- I
- J
- K
- L
- M
- N
- O
- P
- Q
- R
- S
- T
- U
- V
- W
- X
- Y
- Z

## A

### Allemagne
- Dieter Arnold (1936 - )
- Aleida Assmann (1947 - )
- Jan Assmann (1938 - 2024)
- Jürgen von Beckerath (1920 - 2016)
- Friedrich Wilhelm von Bissing (1873 - 1956)
- Elke Blumenthal (1938 - 2022)
- Ludwig Borchardt (1863 - 1930)
- Bernard V. Bothmer (1912 - 1993)
- Émile Charles Albert Brugsch (1842 - 1930)
- Heinrich Karl Brugsch (1827 - 1894)
- Emma Brunner-Traut (1911 - 2008)
- Maria Theresia Derchain-Urtel
- Günter Dreyer (1943 - 2019)
- Johannes Dümichen (1833 - 1894)
- M. Eaton-Krauss
- Georg Moritz Ebers (1837 - 1898)
- Arne Eggebrecht (1935 - 2004)
- Eva Eggebrecht
- Erika Endesfelder
- Johann Peter Adolf Erman (1854 - 1937)
- Detlef Franke (1952 - 2007)
- Ingrid Gamer-Wallert (1936 - )
- Hermann Grapow (1885 - 1967)
- Günter Grimm (1940 - )
- Michael Haase (1960 - )
- Rainer Hannig (1952 - 2022)
- Hermine Hartleben (1846 - 1918), surtout connue comme biographe de Jean-François Champollion
- Fritz Hintze
- Uvo Hölscher (1878 - 1963)
- Michael Höveler-Müller (1974 - )
- Hermann Junker (1877 - 1962)
- Ursula Kaplony-Heckel (1924 - )
- Hermann Kees (1886 - 1964)
- Athanasius Kircher (1602 - 1680)
- Renate Krauspe (1939 - )
- Rolf Krauss (1942 - )
- Karl Richard Lepsius (1810 – 1884)
- Medhananda (1908 - 1994)
- Eduard Meyer (1855 - 1930)
- Heinrich Menu von Minutoli (1772 - 1846)
- Siegfried Morenz (1914 - 1970)
- Richard Pietschmann (1851 - 1923)
- Karl-Heinz Priese (1935 - )
- Joachim Friedrich Quack (1966 - )
- Hermann Ranke (1878 - 1953)
- Daniel von Recklinghausen
- Johann Heinrich Schäfer (1868 - 1957)
- Anne Scheepers (1954 - )
- Bernd Ulrich Schipper (1968 - )
- Thomas Schneider (1964 - )
- Matthias Seidel
- Kurt Heinrich Sethe (1869 - 1934)
- Gustav Seyffarth (1796 - 1885)
- Wilhelm Spiegelberg (1870 - 1930)
- Rainer Stadelmann (1933 - 2019)
- Georg Steindorff (1861 - 1951)
- Steffen Wenig (1934 -	 )
- Alfred Wiedemann (1856 - 1936)
- Dietrich Wildung (1941 - )
- Stefan Wimmer (1963 - )
- Pawel Wolf (1958 - )
- Karl-Theodor Zauzich (1939 - )

### Argentine
- Fernand Schwarz (1951 - ), ancien professeur à l'Ecole d'anthropologie de Paris[1], auteur de livres et documentaires d'égyptologie avec Barba-Negra[2]
- Alicia Daneri Rodrigo (1942 - )

### Autriche
- Manfred Bietak (1940 - )
- Hans Goedicke, Université de Vienne
- Hans Wolfgang Helck (1914 - )

### Australie
- Boyo Ockinga
- David O'Connor

## B

### Belgique
- Jean Bingen (1920 - 2012 )
- Michèle Broze
- Marie-Cécile Bruwier
- Jean Capart (1877 - 1947)
- Nadine Cherpion
- Willy Clarysse
- Frédéric Colin, Directeur de l'Institut d'égyptologie de l'Université de Strasbourg, UMR 7044, ancien membre scientifique de l'IFAO
- Herman De Meulenaere
- Philippe Derchain
- Peter Dils, ancien membre scientifique de l'IFAO
- Pierre Gilbert (1904 - 1986)
- Stan Hendrickx
- Jacques Kinnaer
- Dimitri Laboury
- Françoise Labrique
- Luc Limme
- Michel Malaise
- Arpag Mekhitarian (1911 - 2004)
- Claude Obsomer
- René Preys
- Jan Quaegebeur
- Roland Tefnin (1945 - 2006)
- Baudouin Van De Walle (1901 - 1988)
- Claude Vandersleyen
- Jozef Antoon Leo Maria Vergote (1910 - 1992)
- Marcelle Werbrouck (1889-1959)
- Jean Winand

## C

### Canada
- Valérie Angenot
- Ronald J. Leprohon
- Donald Bruce Redford (1934 - )
- Roberta L. Shaw (1958-)

### Congo
- Théophile Mwené Ndzalé Obenga

## D

### Danemark
- Kim Steven Bardrum Ryholt

## E

### Écosse
- James Bruce (1730 - 1794)

### Égypte
- Aly Omar Abdalla
- Ali Abdelhalim Ali
- Mamdouh Mohamed Eldamaty (1961 - )
- Khaled Ahmed El-Enany Ezz
- Wafaa el-Saddik (née en 1950)
- Ahmed Fakhry (1905 - 1973)
- Mustafa Gadalla (1944 - )
- Muhammad Zakaria Goneim (1905 - 1959)
- Labib Habachi (1906 - 1984)
- Tohfa Handoussa
- Selim Hassan (1886 - 1961)
- Zahi Hawass (1947 - )
- Naguib Kanawati, émigré en Australie
- Manéthon de Sebennytos (IIIe siècle avant notre ère)
- Ahmed Mahmoud Moussa (1934 - 1998)
- Abdel Halim Nour Eddin
- Ali Mahmoud Radwan
- Abdel Ghaffar Shedid
- Mahmoud Maher Taha (1942 - )
- Hassan Selim
- Abd El Hamid Zayed

### États-Unis
- James Peter Allen (1945 - )
- Thomas George Allen (1885 - 1969)
- John R. Baines (1946 - ), Université d'Oxford
- James Henry Breasted (1865 - 1935)
- Bob Brier (1943 - )
- Theodore Monroe Davis (1837 - 1915)
- George Henry Felt (1831 - 1895)
- Henry George Fischer (1923 - 2005)
- Clarence Stanley Fisher (1876-1941)
- William Christopher Hayes (1906 - 1963)
- Mark Lehner (1950-)
- William Joseph Murnane (1945 - 2000)
- Richard Anthony Parker (1905 - 1993)
- George Andrew Reisner (1867 - 1942)
- Otto J. Schaden (1937-2015)
- William Kelly Simpson (1928 - 2017)
- Kent R. Weeks (1941 - )
- Fred Wendorf (1925 - )
- Edward Frank Wente (1930 - )
- Herbert Eustis Winlock (1884 - 1950)

### Espagne
- Victor Regalado-Frutos (1960 - ), directeur de l'IOB, directeur de l'AAM, Ruprecht-Karls-Universität Heidelberg
- Eduardo Toda y Güell (1855 - 1941)

## F

### France
- Jean-Pierre Adam (1937 - ), CNRS
- Maurice Alliot (1903 - 1960)
- Émile Amélineau (1850 - 1915)

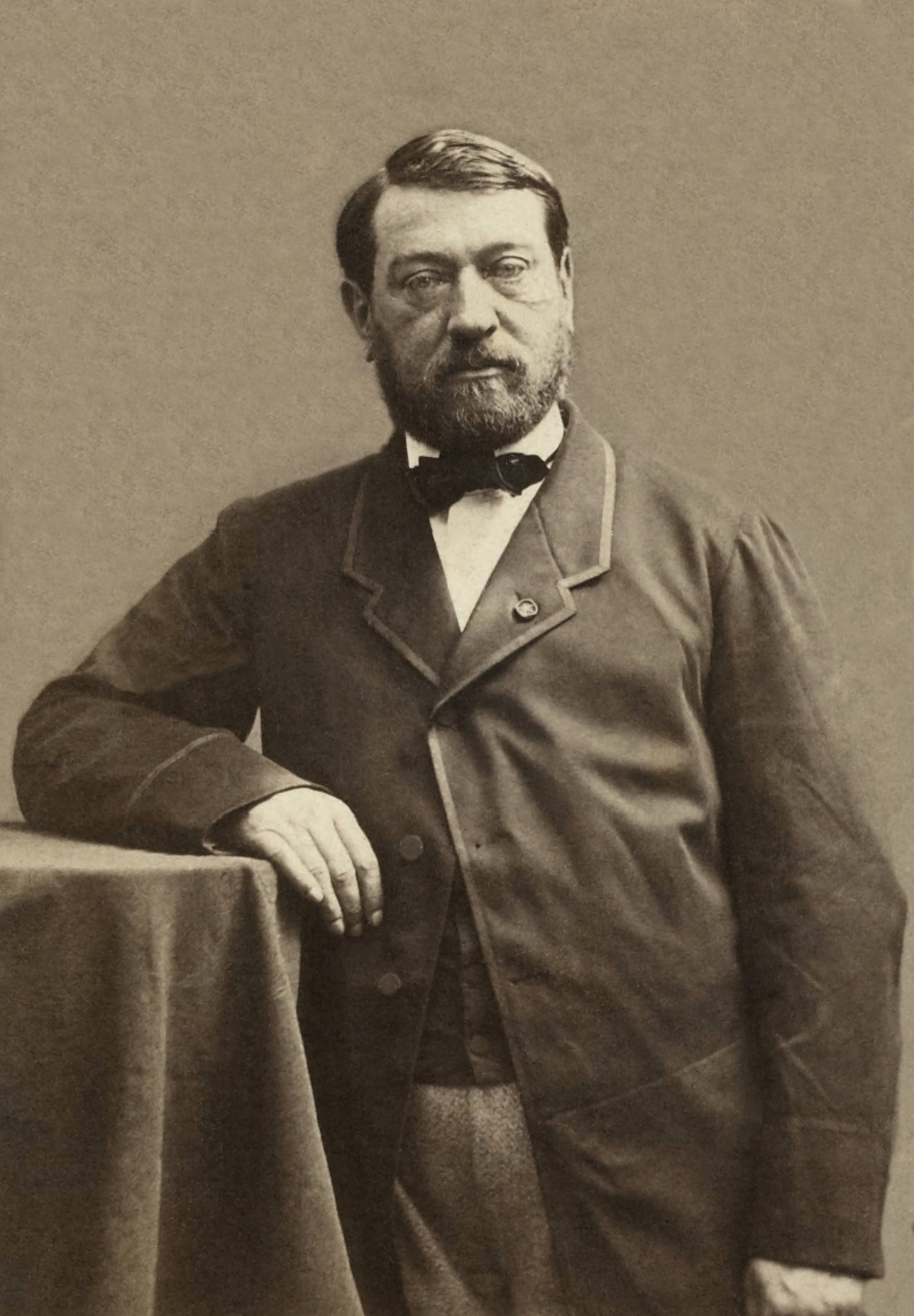
Auguste Mariette par Nadar, vers 1861

- Guillemette Andreu-Lanoë, conservateur en chef au Département des Antiquités Égyptiennes du musée du Louvre
- Éric Aubourg
- Sydney Hervé Aufrère, CNRS, ancien membre scientifique de l'IFAO
- Yvonne Artaud (1924 - 2009), Identity Research Institute
- Pascale Ballet, Université de Poitiers, ancien membre scientifique de l'IFAO
- Christophe Barbotin, conservateur en chef au Département des Antiquités Égyptiennes du musée du Louvre
- Paul Barguet
- Nathalie Beaux
- Georges Aaron Bénédite, conservateur au musée du Louvre (1857-1926)
- Catherine Berger, CNRS, membre de la « Mission archéologique française de Saqqâra »
- Jocelyne Berlandini-Keller, CNRS
- Fernand Bisson de La Roque (1885 - 1958)
- Urbain Bouriant (1849 - 1903), directeur de l'IFAO jusqu'en 1898
- Jean-Luc Bovot, Département des Antiquités Égyptiennes du musée du Louvre
- Catherine Bridonneau, Chargée d'études documentaires au département des Antiquités Égyptiennes du musée du Louvre
- Philippe Brissaud, EPHE
- Bernard Bruyère (1879-1971)
- Agnès Cabrol, Université Lille III (1964-2007)
- Sylvie Cauville
- Jean-Louis Hellouin de Cenival (1927 - 2003)
- François Joseph Chabas (1817 - 1882)
- Maxence de Chalvet, marquis de Rochemonteix (1849 - 1891)
- Jean-François Champollion (1790 - 1832)
- Alain Charron, Conservateur en chef du Patrimoine, Musée de l'Arles et de la Provence Antique
- Émile Gaston Chassinat (1868 - 1948)
- Michel Chauveau, Directeur d'études à l'EPHE, ancien membre scientifique de l'IFAO
- Nadine Cherpion
- Gisèle Clerc
- Marie-Eve Colin, ancienne enseignante à l'Université d'Upsala (Suède) (1950 - 2016)
- Philippe Collombert (1969 - ), Chargé d'enseignement à l'Université de Genève, ancien membre scientifique de l'IFAO
- Jean-Pierre Corteggiani
- Laurent Coulon, directeur d'études à l'EPHE, Sciences Religieuses.
- Hélène Cuvigny, papyrologue, ancien membre scientifique de l'IFAO
- François Daumas (1915-1984)
- Élisabeth David, Chargée d'études documentaires, Département des Antiquités Égyptiennes du musée du Louvre
- Fernand Debono
- Catherine Defernez, Membre scientifique de l'IFAO
- Jean-Claude Degardin, CNRS
- Dominique Vivant Denon (1747 - 1825)
- Christiane Desroches Noblecourt (1913 - 2011), célèbre pour avoir sauvé les temples d'Abou Simbel[3]
- Didier Devauchelle, Professeur d'égyptologie (Université Lille III), ancien membre scientifique de l'IFAO, directeur du centre CNRS HALMA-IPEL (UMR 8164)[4]
- Michel Dewachter, CNRS
- Peter Dils, ancien membre scientifique de l'IFAO
- Sylvie Donnat, maître de conférences à l'Université de Strasbourg
- Étienne Drioton (1889 - 1961)
- Françoise Dunand, papyrologue, historienne, Professeur émérite à l'Université Marc Bloch, Strasbourg
- Jean-Yves Empereur (1952 - ), archéologue, directeur du Centre d'études alexandrines
- Marguerite Erroux-Morfin
- Marc Étienne, conservateur au département des Antiquités Égyptiennes du musée du Louvre
- Christine Favard-Meeks, EPHE
- Nathalie Favry
- Jean-Luc Fournet, papyrologue, Directeur d'études à l'EPHE, ancien membre scientifique de l'IFAO
- Vincent Francigny, AMNH (New York)[5], ancien membre scientifique de la SFDAS
- Isabelle Franco, enseignante à l’École du Louvre
- Luc Gabolde, CNRS (Montpellier III), ancien membre scientifique de l'IFAO
- Marc Gabolde, Montpellier III, ancien membre scientifique de l'IFAO
- Jean Sainte Fare Garnot (1908 - 1963)
- Jean Gascou, professeur de papyrologie, Université de Strasbourg, directeur de l’Institut de Papyrologie du CNRS, ancien membre scientifique de l'IFAO
- Henri Gauthier (1877 - 1950)
- Véronique Gay, attachée de conservation, musée des Beaux-Arts de Lyon
- Florence Gombert-Meurice, Conservateur en chef, Département des Antiquités égyptiennes du musée du Louvre
- Jean-Claude Goyon (1948 - 2021), Professeur émérite (Lyon II), ancien membre scientifique de l'IFAO
- Pierre Grandet (1954 - ), Chargé de cours à l'Université catholique d'Angers
- Jean-Claude Grenier, Professeur d'égyptologie (Montpellier III), Directeur d'études à l'École pratique des hautes études EPHE
- Nicolas Grimal (1948 - ), Professeur au Collège de France
- Hélène Guichard (1970 - ), Conservateur en chef, Département des Antiquités égyptiennes du musée du Louvre
- Sylvie Guichard, Département des Antiquités Égyptiennes du musée du Louvre
- Nadine Guilhou, Montpellier III (1951 - 2022)
- François Herbin, CNRS, ancien membre scientifique de l'IFAO
- Christian Jacq (1947 - )
- Richard-Alain Jean
- Jean-Baptiste Jollois (1776 - 1842)
- Edme François Jomard (1777 - 1862)
- Yvan Koenig, CNRS, Chargé d'enseignement à l'Institut Catholique de Paris, ancien membre scientifique de l'IFAO
- Sophie Labbé-Touté, Chargée d'études documentaires Département des Antiquités égyptiennes du musée du Louvre
- Françoise Labrique, Université de Franche-Comté
- Audran Labrousse, CNRS, Directeur de la « Mission archéologique française de Saqqâra »
- Pierre Lacau (1873 - 1963)
- Claire Lalouette, ancien membre scientifique de l'IFAO, ancien professeur à l'université de Paris-Sorbonne
- Jean-Philippe Lauer (1902 - 2001)
- Marie-Christine Lavier
- Christian Leblanc, CNRS, Mission archéologique française de Thèbes Ouest
- Jean Leclant (1920 - 2011)
- Guy Lecuyot[6], CNRS, Mission archéologique française de Thèbes Ouest
- Eugène Lefébure (1838 - 1908)
- Gustave Lefebvre (1879 - 1957)
- Georges Legrain (1865 - 1917)
- Charles Lenormant (1802 - 1859)
- Bernadette Letellier, conservateur honoraire au musée du Louvre, ancien membre scientifique de l'IFAO
- Victor Loret (1859 - 1946)
- Anne-Marie Loyrette
- Philippe Mainterot, maître de conférences à l'Université de Poitiers
- Michel Malinine (1900 - 1977)
- Amandine Marshall (1980 - ), Mission archéologique française de Thèbes Ouest
- Philippe Martinez[7] (1963 - ) CNRS, Mission archéologique française de Thèbes Ouest, Insight Digital[8]
- Julie Masquelier-Loorius, CNRS
- François Auguste Ferdinand Mariette (1821 - 1881)
- Gaston Maspero (1846 - 1916)
- Bernard Mathieu (1959 - ), ancien directeur de l'IFAO
- Dimitri Meeks
- Bernadette Menu
- Anne Minault-Gout, ancienne archiviste de l'IFAO
- Pierre Montet (1885 - 1966)
- Alexandre Moret (1868 - 1938)
- Marguerite Morfin, Montpellier III
- François Neveu, ancien Chargé de cours à l'EPHE
- Elsa Oréal, CNRS
- Charles Palanque
- Laure Pantalacci, Professeure à l'Université Lyon II, directrice de l'IFAO
- Frédéric Payraudeau, maître de conférences à l'Université Paris-Sorbonne, ancien membre scientifique de l'IFAO
- Olivier Perdu, Collège de France
- Annie Perraud, membre de la Mission archéologique de l'IFAO à Tabbet al-Guech, Saqqarah-Sud
- Geneviève Pierrat, Conservateur en chef au Département des Antiquités Égyptiennes du musée du Louvre
- Isabelle Pierre-Croisiau, CNRS
- Georges Posener (1906 - 1988)
- Paule Posener-Kriéger
- Lilian Postel, Ancien membre scientifique de l'IFAO
- Émile Prisse d'Avesnes (1807 - 1879)
- Chloé Ragazzoli, Maître de conférences à Sorbonne Universités
- Suzanne Ratié
- Isabelle Régen, Ancienne membre scientifique de l'IFAO
- Jean Revez
- Eugène Revillout (1843 - 1913)
- Patricia Rigault, chargée d'études documentaires au département des Antiquités Égyptiennes du musée du Louvre
- Claude Rilly, CNRS, spécialiste du méroïtique, Directeur de la SFDAS
- Clément Robichon
- Vincent Rondot, CNRS, ancien membre scientifique de l'IFAO et ancien directeur de la SFDAS
- Vicomte Emmanuel de Rougé (1811 - 1872)
- Serge Sauneron (1927-1976), CNRS, Directeur de l'Institut français d'archéologie orientale|IFAO]
- Claude-Étienne Savary (1750 - 1788)
- Annie Schweitzer
- Frédéric Servajean (1957 - ), (Montpellier III), ancien adjoint aux publications de l'IFAO
- Claire Somaglino, Maître de conférences à Sorbonne Universités
- Georges Soukiassian
- Renaud de Spens, égyptologue et sinologue, membre de la mission archéologique dans la nécropole thébaine (MANT) de l'université de Liège
- Pierre Tallet (1966 - )
- Christophe Thiers, CNRS (Montpellier III), ancien membre scientifique de l'IFAO
- Claude Traunecker, Vice-président de l'Université Strasbourg II, Membre du Conseil d'Administration de l'IFAO
- Michel Tuchscherer, Professeur d'histoire moderne du monde arabe à l'Université de Provence, spécialiste de l'Égypte ottomane, ancien pensionnaire scientifique à l’IFAO
- Dominique Valbelle, Professeure à l'Université Paris IV - Sorbonne
- Alexandre Varille, (1909-1951)
- Christian de Vartavan (1965 - )
- Jean Vercoutter (1911 - 2000)
- Robert Vergnieux, CNRS (Bordeaux III)
- Pascal Vernus, Directeur d'études à l'EPHE, ancien membre scientifique de l'IFAO
- Édouard de Villiers du Terrage (1780 - 1855)
- Raymond Weill (1874 - 1950)
- Ghislaine Widmer, Maître de conférence en égyptologie (Université Lille III)
- Henri Wild (1902 - 1983)
- Jean Yoyotte, Professeur honoraire au Collège de France, ancien membre scientifique de l'IFAO
- Christiane Ziegler
- Alain-Pierre Zivie, CNRS, ancien membre scientifique de l'IFAO
- Christiane Zivie-Coche, Directeur d'Études à l'EPHE, ancien membre scientifique de l'IFAO

## G

### Grande-Bretagne
- Barbara Georgina Adams (1945 - 2002)
- Cyril Aldred (1914 - 1991)
- Edward Russell Ayrton (1882 - 1914)
- Samuel Birch (1813 - 1885)
- Aylward Manley Blackman (1883 - 1956)
- Sir Ernest Alfred Thompson Wallis Budge (1857 – 1934)
- Harry Burton (1879 - 1940)
- James Burton (1788 - 1862)
- Ricardo Augusto Caminos (11 juillet 1915 - 26 mai 1992)
- Howard Carter (1874 - 1939)
- Anna Macpherson Cummings Davies (1881 - 1950)
- Norman de Garis Davies (1865 - 1941)
- Aidan Mark Dodson (1962 - ), Université de Bristol
- Terence DuQuesne (1942 - 2014)
- Amelia Ann Blanford Edwards (1831 - 1892)
- Iorwerth Eiddon Stephen Edwards (1909 - 1996)
- Raymond Oliver Faulkner (1894 - 1982)
- Cecil Mallaby Firth (1878 - 1931)
- Sir William Matthew Flinders Petrie (1853 - 1942)
- Sir Alan Henderson Gardiner (1879 – 1963)
- Janet Gourlay (1863 - 1912)
- Bernard Pyne Grenfell (1869 - 1926)
- Francis Llewellyn Griffith (1862 - 1934)
- Anthony Charles Harris (1790 - 1869)
- George Herbert, 5e comte de Carnavon (1866 - 1923)
- Ernest Harold Jones ((1877 - 1911)
- Kenneth Anderson Kitchen (1932 - )
- Jaromír Málek, conservateur des Archives du Griffith Institute
- Margaret Alice Murray (1863 - 1963)
- James Edward Quibell (1867 - 1935)
- Carl Nicholas Reeves (1956 - )
- Peter le Page Renouf (1822 - 1897)
- Alexander Henry Rhind (1833 - 1863)
- David Rohl
- Ian Shaw (1961-)
- Edwin Smith (1822 - 1906)
- Arthur Weigall (1880 - 1934)
- Sir John Gardner Wilkinson (1797 - 1875)
- Thomas Young (1773 - 1829)

## I

### Israël
- Benjamin Sass, Université de Tel Aviv

### Italie
- Alexandre Barsanti (1858 - 1917)
- Giovanni Battista Belzoni (1778 - 1823)
- Maurizio Damiano-Appia
- Bernardino Drovetti (1776 - 1852)
- Michela Schiff Giorgini (1923 - 1977)
- Ippolito Rosellini (1800 - 1843)
- Ernesto Schiaparelli (1856 - 1928)
- Alberto Siliotti (1950 - )

## P

### Pakistan
- Salima Ikram (1965 - )

### Pays-Bas
- Henri Peter Blok (1894-1968)
- Pieter Adriaan Aart Boeser (1858 - 1935)
- Adriaan de Buck (1892 - 1959)
- Arno Egberts, université de Leyde
- Henri Frankfort (1897 - 1954)
- William Brede Kristensen (1857-1953)
- David Jacob van Lennep (1774 - 1853)
- Herta Mohr (1914 - 1945)
- Willem Pleyte (1836 - 1903)
- Elisabeth de Ranitz-Labouchere (Trapman-Labouchere, 1939 - 2003)

### Pologne
- Tadeusz Andrzejewski (1923 - 1961)
- Kazimierz Józef Marian Michalowski (1901 - 1981)
- Jan Potocki (1761 - 1815)
- Antoni Józef Śmieszek (1881 - 1943)
- Tadeusz Samuel Smoleński (1884 - 1909)

## R

### Russie
- Vladimir Golenichtchev (1856 - 1947)
- Youri Knorozov (1922 - 1999)
- Alexandre Piankoff (1897 - 1966), naturalisé français
- Boris de Rachewiltz (en), naturalisé italien (Boris Baratti)
- Boris Touraïev (1868 - 1920)

## S

### Sénégal
- Cheikh Anta Diop (1923 - 1986)
- Aboubacry Moussa Lam
- Babacar Sall

### Suède
- Johan David Åkerblad (1763 - 1819)

### Suisse
- Susanne Bickel
- Charles Bonnet (1933 - )
- Eugène Dévaud (1878 - 1929), égyptologue, sinologue, assyrianologue ; spécialiste du copte.
- Robert Édouard Forrer (1866 - 1947), préhistorien, spécialiste de l'Égypte ; docteur de l'université de Berne ; fouilleur du site d'Akhmim.
- Robert Hari (1922 - 1988), ancien professeur ordinaire, université de Genève
- Jean-Jacques Hess (1866-1949), docteur en égyptologie de l'université de Strasbourg, professeur ordinaire à Fribourg (CH) puis professeur de langues orientales à l'université de Zürich ; éditeur de papyri démotiques, dont le papyrus London-Leiden.
- Erik Hornung (1933 - )
- Gustave Jéquier (1868 - 1946)
- Charles Maystre (1907 - 1993), ancien professeur ordinaire, université de Genève, fouilles de sauvetage à Kera
- Heinrich Menu von Minutoli (1772 - 1846)
- Georges Nagel (1899 - 1956), égyptologue et homme d'église ; ancien membre scientifique de l'IFAO, fouilleur de Deir-el-Medineh.
- Henri Édouard Naville (1844 - 1926), ancien professeur, université de Genève
- Joseph Omlin (1906 - 1976), docteur en égyptologie de l'université de Heidelberg, éditeur du papyrus érotique de Turin.
- Henri Joseph François Parrat (1791 - 1866)
- Massimo Patanè (1954 - )
- Michel Valloggia (1942 - ), professeur ordinaire, université de Genève, consultant auprès de l'UNESCO, missionnaire de l'IFAO
- Youri Volokhine, université de Genève, ancien membre scientifique de l'IFAO
- Henri Wild (1902 - 1983), ancien missionnaire de l'IFAO, fouilleur de Qasr Qaroun

## T

### Tchéquie
- Jaroslav Černý (1898 - 1970)
- Miroslav Verner (1941 - )

### Turquie
- Muhammad Shamsaddin Megalommatis (1956 - )

## U

### Uruguay
- Juan José Castillos (1944 - )